# 独墅湖隧桥
独墅湖隧桥（分为独墅湖隧道与独墅湖大桥两部分）是中国江苏省苏州市工业园区的一个隧桥系统，穿过独墅湖北部，连接东西两岸。其中西段为高架桥梁，长3.43千米，东段为隧道，长3.46千米。隧道部分为中国最长的城市湖底隧道。目前，独墅湖第二隧道已有规划，位于该湖南部。